# Фінансовий моніторинг
Фінансовий моніторинг або Фінансова розвідка (англ. financial intelligence) — це поняття, схоже з поняттям фінансового контролю, а також безпосередньо пов'язане з обов'язковими процедурами внутрішнього контролю в частині проведення фінансових операцій. Фінансовий моніторинг — це також діяльність організацій, що здійснюють операції з грошовими коштами або іншим майном, по виявленню операцій, що підлягають обов'язковому контролю, і інших операцій з грошовими коштами або іншим майном, пов'язаних з легалізацією (відмиванням) доходів, отриманих злочинним шляхом, фінансування тероризму, розповсюдженню зброї масового знищення. Збором інформації зазвичай займається державна установа, знана як організація фінансової розвідки або підрозділ фінансової розвідки (ПФР). Агентство збирає необроблену інформацію про будь-які транзакції та детальні звіти, щодо виявлення підозрілої діяльності.Зазвичай вони надаються банками та іншими установами в рамках регуляторних вимог. Дані можуть передаватися іншим країнам через міжурядові мережі. Аналіз може полягати в ретельному вивченні великого обсягу даних про транзакції з використанням методів інтелектуального аналізу даних або зіставлення даних для виявлення осіб, які потенційно зможуть прийняти в цьому участь.  Також можна ретельно проаналізувати та пов'язати ПС (платіжні системи) з іншими даними, щоб спробувати виявити конкретну діяльність.

## Структура
Фінансовий моніторинг поділяється на обов'язковий і внутрішній.
Обов'язковий фінансовий моніторинг — це сукупність заходів спеціально уповноваженого органу виконавчої влади з питань фінансового моніторингу з аналізу інформації щодо фінансових операцій, що надається суб'єктами первинного фінансового моніторингу, а також заходів з перевірки такої інформації відповідно до законодавства України.
Внутрішній фінансовий моніторинг — діяльність суб'єктів первинного фінансового моніторингу з виявлення, відповідно до цього Закону, фінансових операцій, що підлягають обов'язковому фінансовому моніторингу, та інших фінансових операцій, що можуть
бути пов'язані з легалізацією (відмиванням) доходів.
Згідно із Законом України "Про запобігання та протидію легалізації (відмиванню) доходів, одержаних злочинним шляхом, або фінансуванню тероризму " фінансовий моніторинг — сукупність заходів, які здійснюються суб'єктами фінансового моніторингу у сфері запобігання та протидії легалізації (відмиванню) доходів, одержаних злочинним шляхом, або фінансуванню тероризму, що включають проведення державного фінансового моніторингу та первинного фінансового моніторингу.
Фінансовий моніторинг — процес безперервного науково обґрунтованого діагностично-прогностичного контролю, аналізу і прогнозування змін фінансової діяльності суб'єктів господарювання і населення та стану суб'єктів фінансово-кредитної сфери країни з метою забезпечення економічного розвитку та фінансової стабільності суб'єктів господарювання, секторів національної економіки, регіонів і держави. Предметом фінансового моніторингу є сукупність різноманітних видів діяльності, спрямованих на задоволення потреб клієнтів, а об'єктами — фінансово-економічні відносини в фінансовому і реальному секторах, внутрішні процеси в банках і взаємозв'язки останніх у ринковому середовищі.
Система фінансового моніторингу визначається як сукупність методів аналізу, контролю та прогнозування, спрямованих на досягнення фінансової стабільності як окремого суб'єкта, так і фінансово-кредитної сфери країни загалом.
6 грудня 2019 року парламент схвалив законопроєкт про запобігання та протидію легалізації доходів, отриманих злочинним шляхом (№ 2179). 28 квітня 2020 року, цей закон набув чинності. Це породило безліч пересудів — українців дуже хвилюють оновлені вимоги до переліку інформації про платника і одержувача, яка повинна супроводжувати переказ коштів на банківські картки.
Новий закон про фінмоніторинг встановлює можливість посилених і спрощених заходів «належної перевірки». Однак, підстави цієї самої перевірки досі не визначені, а ініціатори новації не можуть детально пояснити, за якими критеріями обиратимуть громадян для перевірок.

## Держфінмоніторинг України
Державний комітет фінансового моніторингу України (Держфінмоніторинг України) посідає центральне місце у національній системі протидії відмиванню коштів та фінансуванню тероризму. Подібні організації діють у понад 100 країнах світу і мають загальноприйняту назву — підрозділ фінансової розвідки (ПФР) — Financial Intelligence Units (FIU). Згідно з міжнародними стандартами, Держфінмоніторинг України не є фінансовим чи перевірчим органом, він функціонує у взаємодії з фінансовим сектором та правоохоронними органами. Мета Держфінмоніторингу України — виконання координаційної ролі у сфері реалізації державної політики щодо протидії відмиванню «брудних» коштів та фінансуванню тероризму. Враховуючи, що відмивання доходів — це не лише дія, за яку передбачена кримінальна відповідальність, а й системна загроза для економічної, фінансової та національної безпеки України. Тому розвиток національної системи протидії відмиванню злочинних доходів має бути покладено в основу Державної стратегії економічної безпеки держави.

## Міжнародні організації
Існують наступні організації у сфері запобігання та протидії легалізації злочинних доходів:
- Група з розробки фінансових заходів боротьби з відмиванням грошей (FATF);
- Еґмонтська група (Група підрозділів фінансової розвідки «Егмонт»);
- MONEYVAL;
- Базельський комітет;
- Вольфсберзька група.